# إنديانا بايسرز
إنديانا بايسرز (بالإنجليزية: Indiana Pacers) هو نادي كرة سلة من إنديانابوليس، إنديانا، الولايات المتحدة الأمريكية. يلعب في الدوري الأمريكي لكرة السلة للمحترفين. تأسس عام 1967، وانضم للاتحاد الوطني لكرة السلة (NBA) في عام 1976.

## ألوان الفريق
الأزرق، والذهبي، والرمادي.

## سجل بطولات الفريق
فاز 3 مرات ببطولة الدوري الأمريكي لكرة السلة للمحترفين.

## وصلات خارجية
- الموقع الرسمي